# Damyan Andreev
Damyan Andreev (bulgarisch Дамян Андреев; * 17. Februar 2000 in Warna, Bulgarien) ist ein österreichisch/bulgarischer Schauspieler.

## Leben
Damyan Andreev wuchs in seiner Geburtsstadt Warna am Schwarzen Meer in Bulgarien auf, wo er die Sportschule mit Schwerpunkt Turnen besuchte und an verschiedenen Wettbewerben teilnahm. Ende 2015 zog er mit seiner Familie nach Wien. Dort trainierte er unterschiedliche Kampfsportarten und stand mit 16 in verschiedenen kleinen Theaterproduktionen zum ersten Mal auf der Bühne. Seine Schauspielausbildung erhielt er von 2017 bis 2020 an der Wiener 1st filmacademy.
2019 war er im Pygmalion Theater Wien als Carl in The Breakfast Club zu sehen, am Werk X spielte er 2020 den Kassier in Alles. (Außer) Irdisch. 2021 verkörperte er am Theater Akzent in einer Bühnenfassung von Pünktchen und Anton den Gottfried Klepperbein. Unter der Regie von Michi Riebl drehte er 2020 für eine Episode der ORF-Serie Schnell ermittelt. Ende 2021 stand er für Dreharbeiten zum ORF-Weihnachts-Episodenfilm Schrille Nacht von Mirjam Unger und den Brüdern Arash und Arman T. Riahi vor der Kamera.
In der ab Jänner 2022 auf Flimmit veröffentlichten ORF/ZDF-Serie SOKO Linz mit Katharina Stemberger, Daniel Gawlowski und Anna Hausburg übernahm er die Rolle des Kommissariats-Assistenten Aleks Malenov, der im Ermittlerteam für Recherche zuständig ist und neben seinem Job seine Schwester pflegt.

## Filmografie (Auswahl)
- 2018: Percht (Kurzfilm)
- 2018: Prinz Rochus (Kurzfilm)
- 2021: Release Date (Kurzfilm)
- seit 2022: SOKO Linz (Fernsehserie)
- 2022: Euer Ehren (Fernsehserie)
- 2022: Schächten (Kinofilm)
- 2022: Schrille Nacht (Fernsehfilm)